# Pedro Luis de Borja
Pedro Luis de Borja OSIoHieros (ur. w 1470 w Walencji, zm. 4 albo 5 października 1511 pomiędzy Neapolem a Rzymem) – hiszpański kardynał.

## Życiorys
Urodził się w 1470 roku w Walencji, jako syn Jofrégo de Borjy Lanzol de Romaní i Juany Moncady (jego bratem był Juan de Borja). W młodości wstąpił do zakonu szpitalników, a w 1498 roku usiłował odebrać przywództwo zakonu, któremu przewodził Fray Francisco de Boxols. Gdy dowiedział się o tym król Ferdynand Aragoński, napisał list do ambasadora w Rzymie, prosząc papieża o unieważnienie nominacji de Borjy. List odniósł skutek i Pedro Luis de Borja nie otrzymał funkcji przełożonego generalnego, zostając przeorem klasztoru Santa Eufemia. 20 marca 1500 roku został potajemnie kreowany kardynałem diakonem, lecz nominację ogłoszono dopiero na kolejnym konsystorzu 28 września tego roku i nadano mu diakonię Santa Maria in Via Lata. 29 lipca 1500 roku został wybrany arcybiskupem Walencji. Funkcję tę sprawował dożywotnio, pomimo że nigdy nie odwiedził diecezji. Za jego sprawą 23 stycznia 1501 roku Aleksander VI wydał bullę powołującą Uniwersytet w Walencji. Pięć miesięcy później papież obiecał de Borji funkcję penitencjariusza większego pod warunkiem, że en przyjmie święcenia kapłańskie. Kardynał został wyświęcony w 1502 roku, a rok później został podniesiony do rangi kardynała prezbitera i otrzymał kościół tytularny San Marcello. W tym samym czasie objął Penitencjarię Apostolską. Po wyborze Juliusza II i aresztowaniu Cesarego Borgii, obawiając się nowego papieża, uciekł do Neapolu, wraz z kardynałem Francisco de Remolinsem. Na początku 1504 roku Juliusz II napisał do niego serdeczny list, namawiając do powrotu, lecz de Borja odpowiedział, że czuje się zawstydzony przebywając na wolności, podczas gdy jego kuzyn jest w niewoli. Kilka miesięcy później rozeszła się plotka o śmierci kardynała, wobec czego król Ferdynand Aragoński napisał list do ambasadorów w Rzymie, prosząc by papież nie mianował nowego arcybiskupa Walencji, bez uprzedniej nominacji ze strony hiszpańskiego dworu królewskiego. Plotki okazały się jednak fałszywe, a kardynał pozostał w Neapolu. W 1510 roku został archiprezbiterem bazyliki liberiańskiej. Pod koniec tego roku, otrzymał fałszywą wiadomość o śmierci Juliusza II i postanowił wrócić do Rzymu. Zmarł podczas podróży, w wyniku upadku z konia, 4 albo 5 października 1511 roku.